# Château de Rosmorduc
Le château de Rosmorduc est un édifice situé à Logonna-Daoulas en France.

## Localisation
Le château est situé sur le territoire de la commune de Logonna-Daoulas, dans le département du Finistère en région Bretagne.

## Description
Le château est bâti sur une ancienne motte féodale. Le manoir primitif était protégé par une enceinte trapézoïdale cernée de douves, avec une face sur la mer et un talus maçonné le long de l'estuaire. Le manoir primitif a sans doute été construit dans les années 1545, restauré au début du XVIIe siècle et vers 1648. Dès 1710, les Rosmorduc délaissent le château familial pour établir leur résidence principale au château de Kerazan. Le manoir devient résidence campagnarde réservée à la chasse et perd son corps de logis principal. Saisi comme bien national à la Révolution, il est transformé en ferme. Dans les années 1900, une importante campagne de restauration et de reconstruction est menée par l'architecte Henri Mellet. Ce dernier reconstruit un ensemble manorial sur cour fermée et transforme l'ancienne aile de communs sud en corps de logis principal, lui joignant une courte aile en retour préexistante à l'est et en disposant un corps de communs lui faisant face au nord. La distribution et les décors intérieurs sont repris par l'architecte, en remployant des éléments anciens. Les tentures d'origine sont conservées

## Historique
Le château est inscrit partiellement au titre des monuments historiques par arrêté du 7 mars 2007.

## Protection
Éléments protégés : le château, à savoir le logis (corps principal et aile en retour) en totalité, le bâtiment de commun lui faisant face pour ses façades et toitures ainsi que le portail d'entrée, le mur est prolongeant le commun, les arcades prolongeant l'aile est du logis, les ruines de l'oratoire, le jardin en terrasse sud avec ses murs de soutènement.

## Galerie

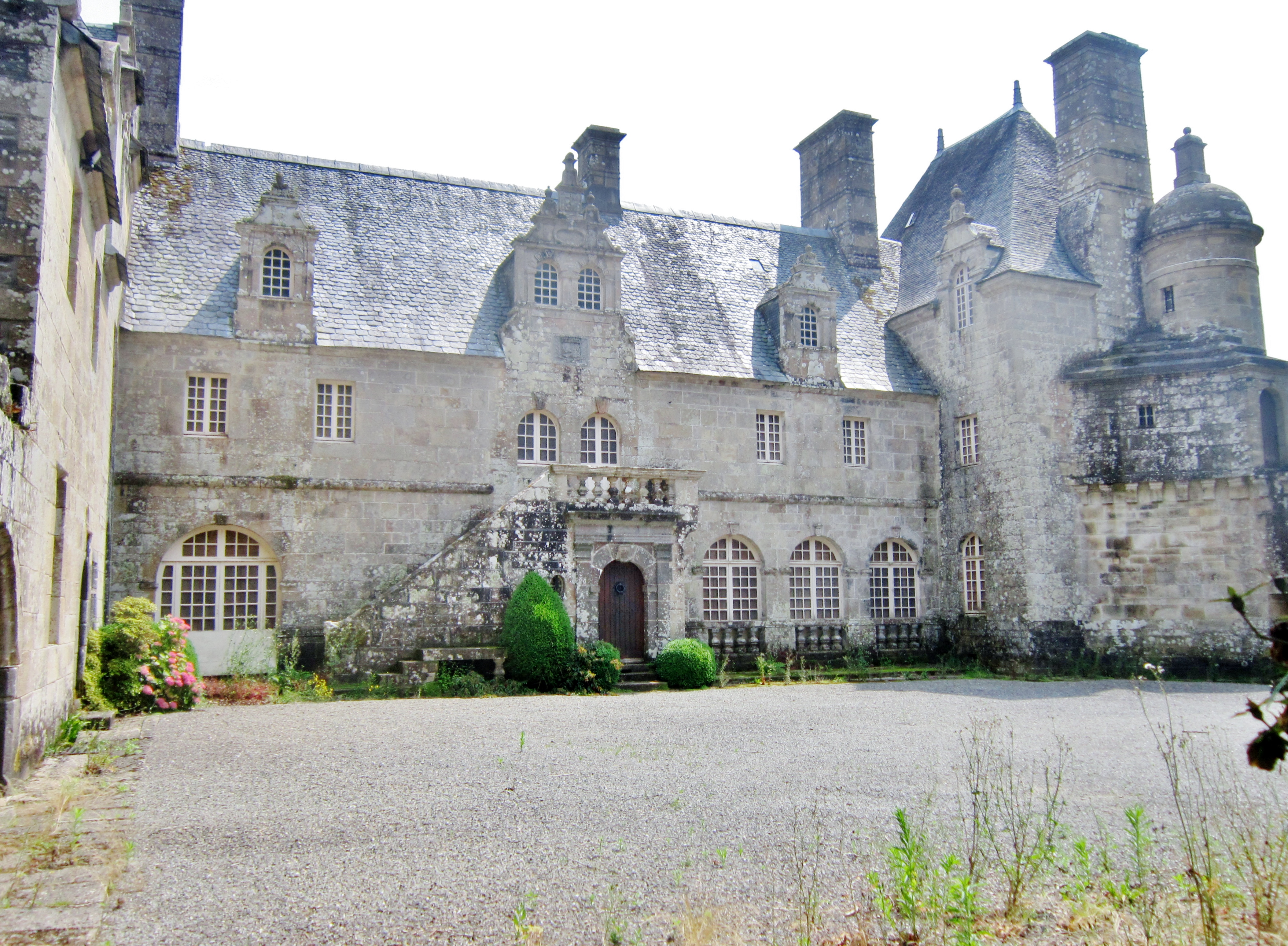
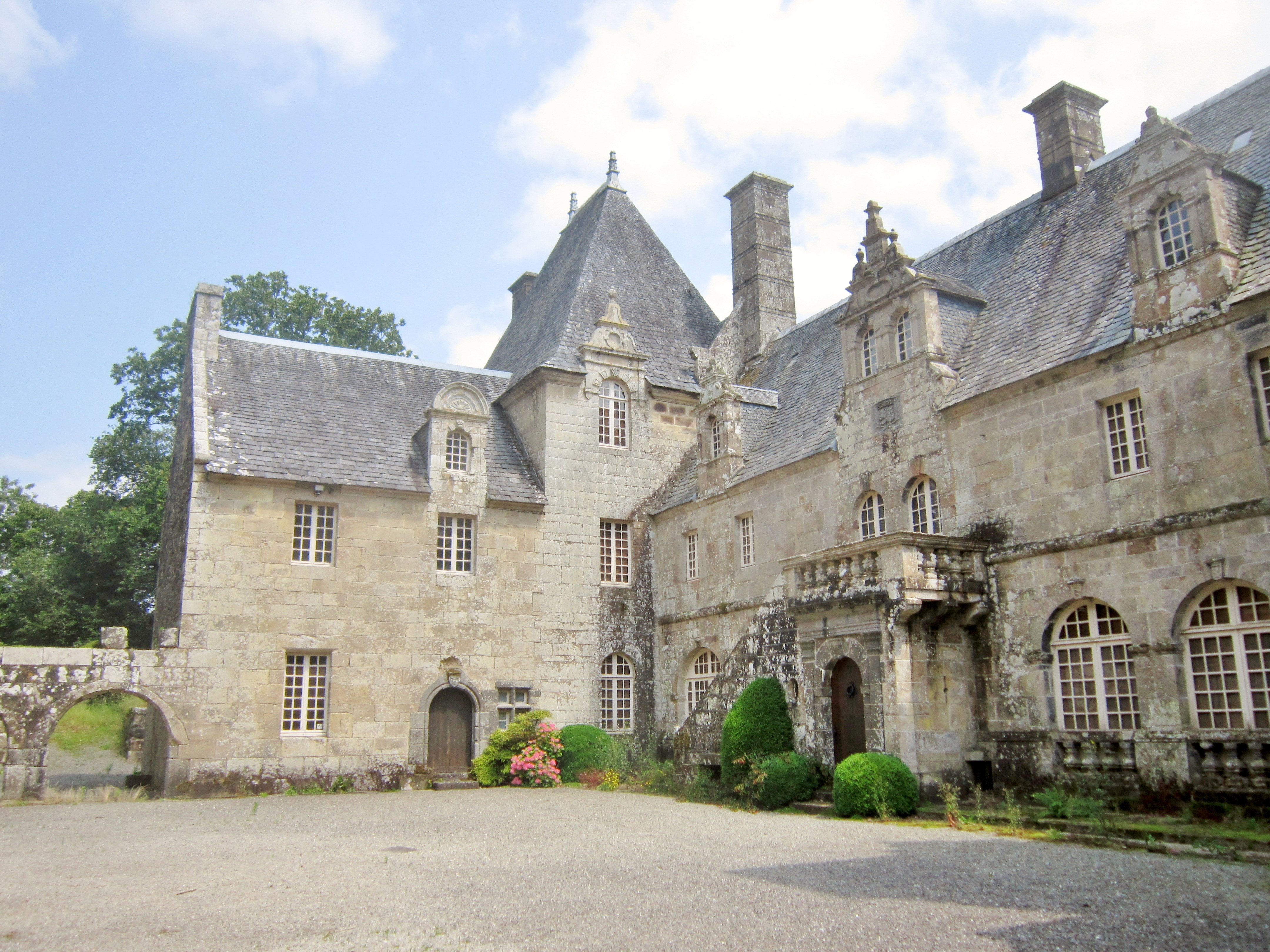
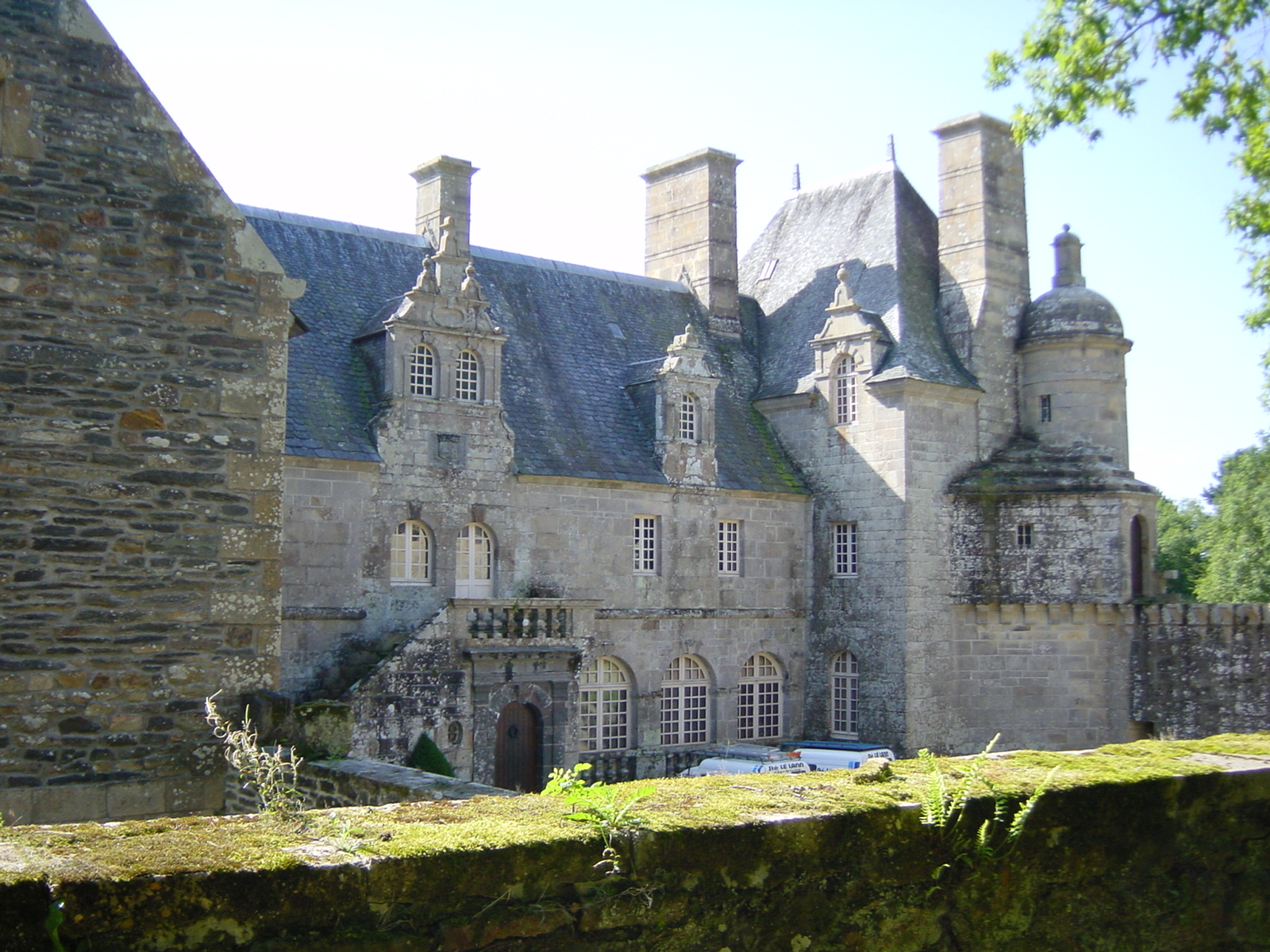
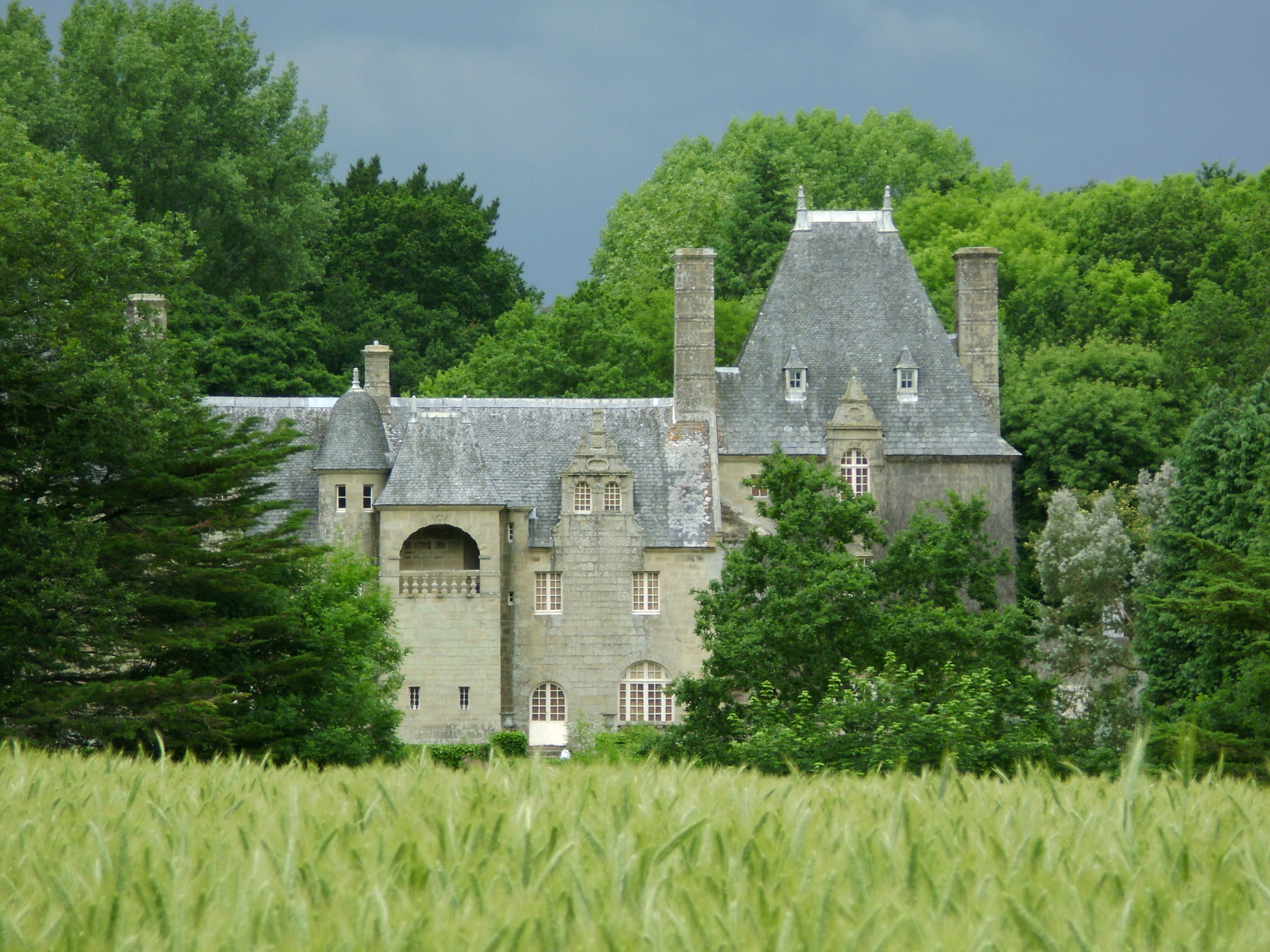
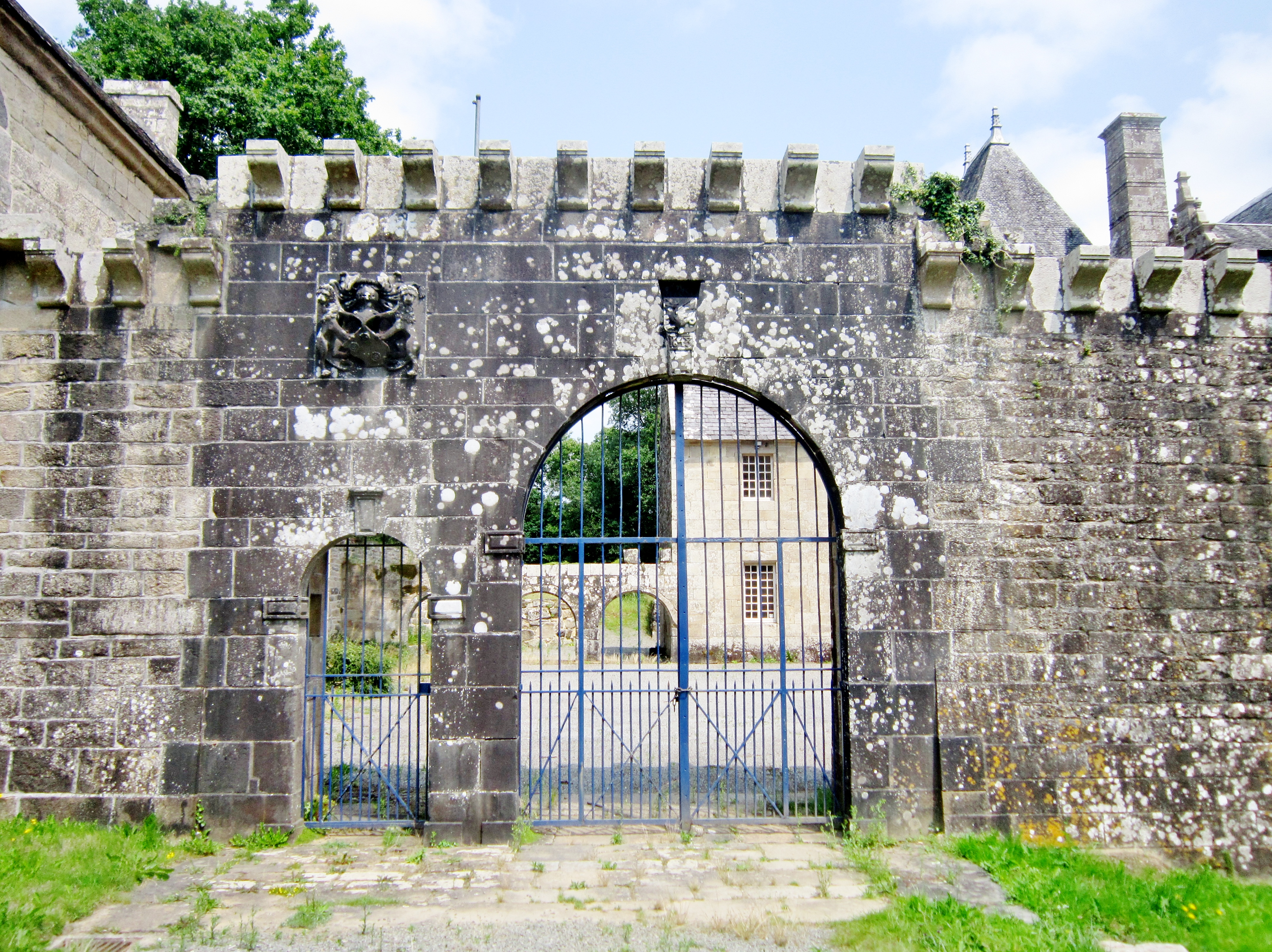
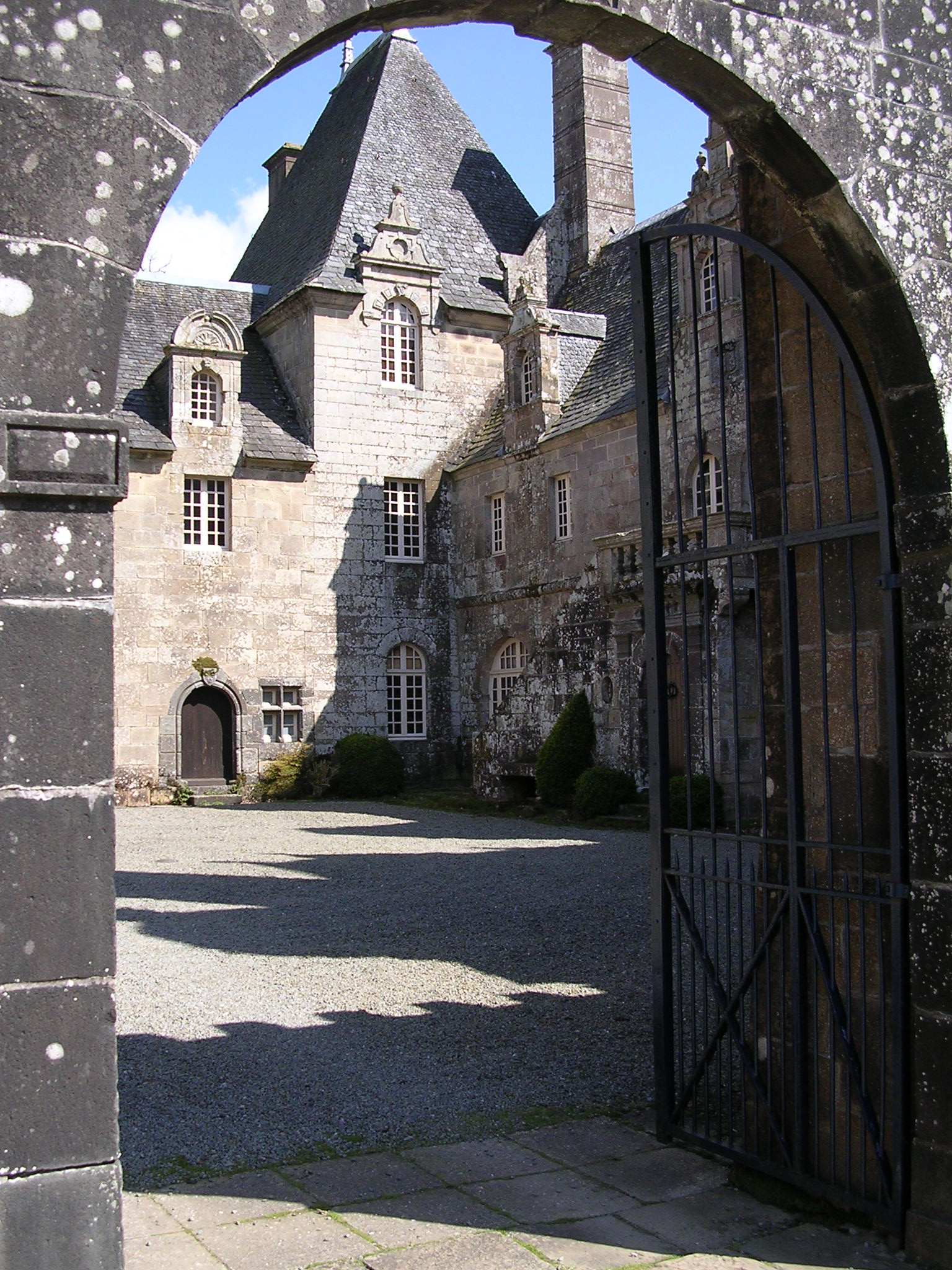